# Magyar írások
A magyar írások egyrészt a magyar helyesírás szabályai szerint a magyar nyelvű szövegek lejegyzésére szolgáló magyar ábécével írt magyar írás, másrészt különböző, elsősoran a középkorban használt, részben ma is élő rovásírások.

## Mai magyar (latinbetűs) írás

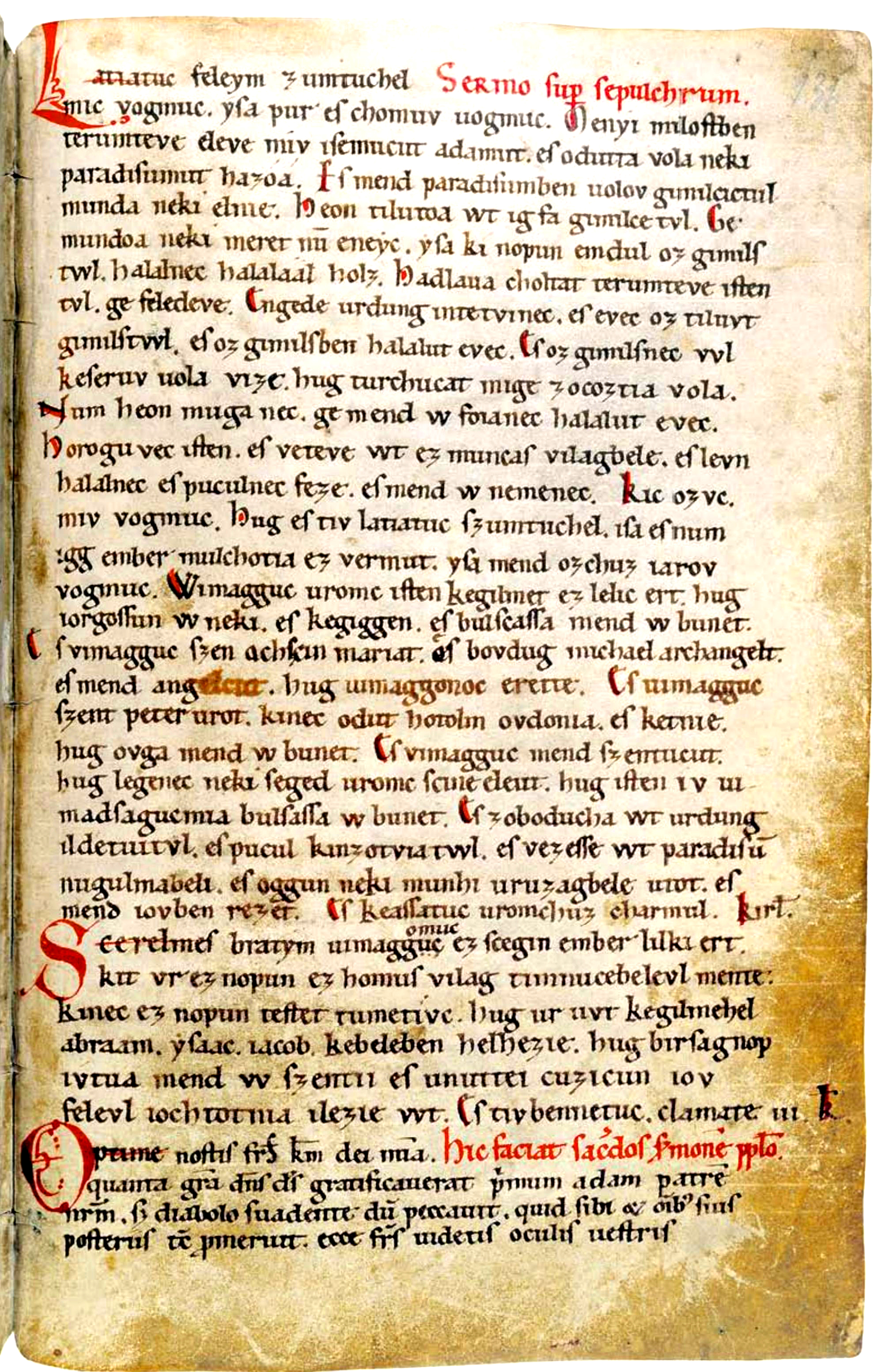
Az ómagyar írással készült halotti beszéd eredeti szövege a Pray-kódexben.

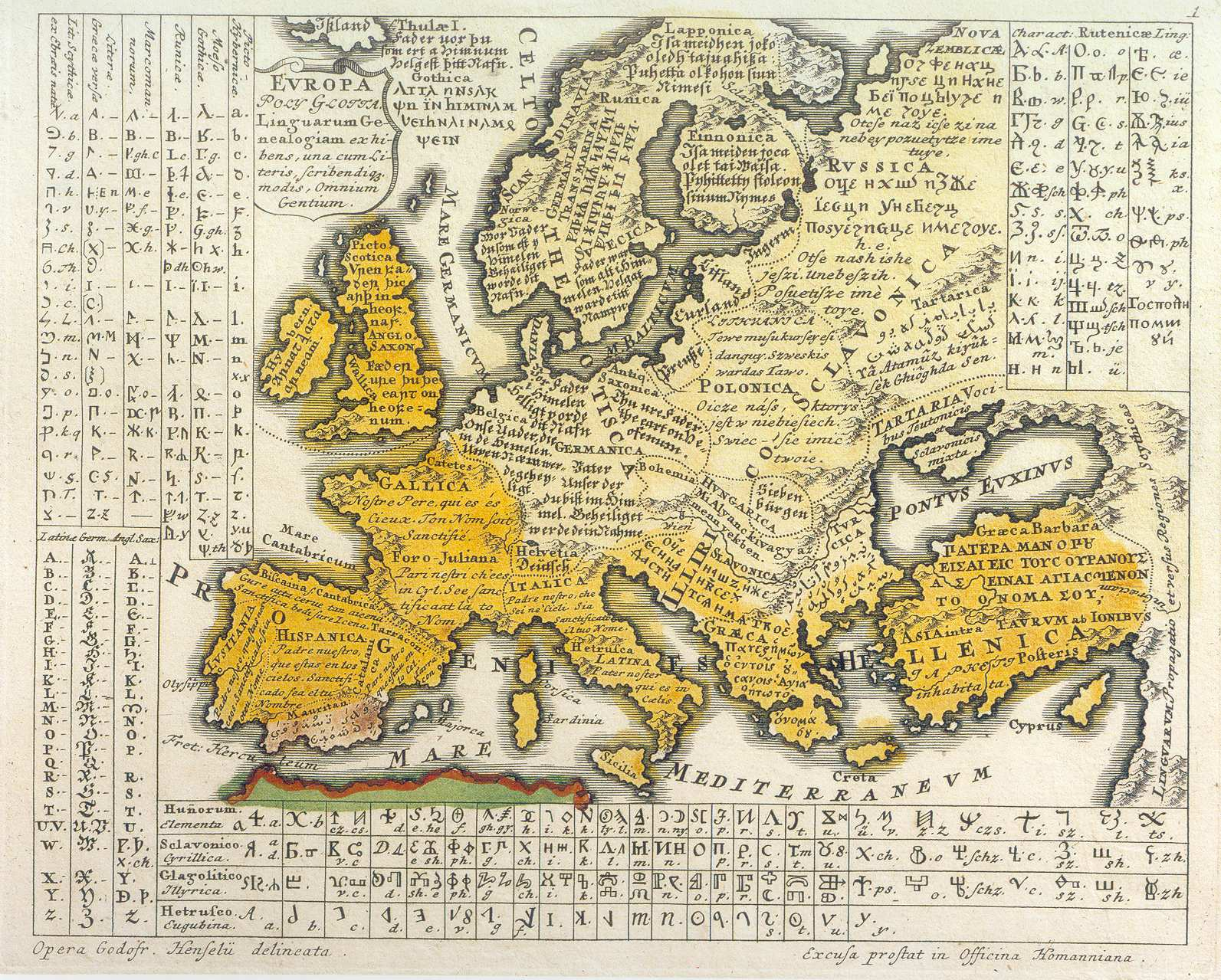
Gottfried Hensel 1730-as Európa-térképe Europa Polyglotta, Linguarum Genealogiam exhibens, una cum Literis, Scribendique modis, Omnium Gentium. A térképen megtalálható a székely-magyar rovás (Hunorum elementa) betűkészlete is. Magyarország jelölése: HVNGARICA, Magyarország területén régi magyar helyesírással látható a következő mondat: "Mi Atyanc kivagy az mennyekben"

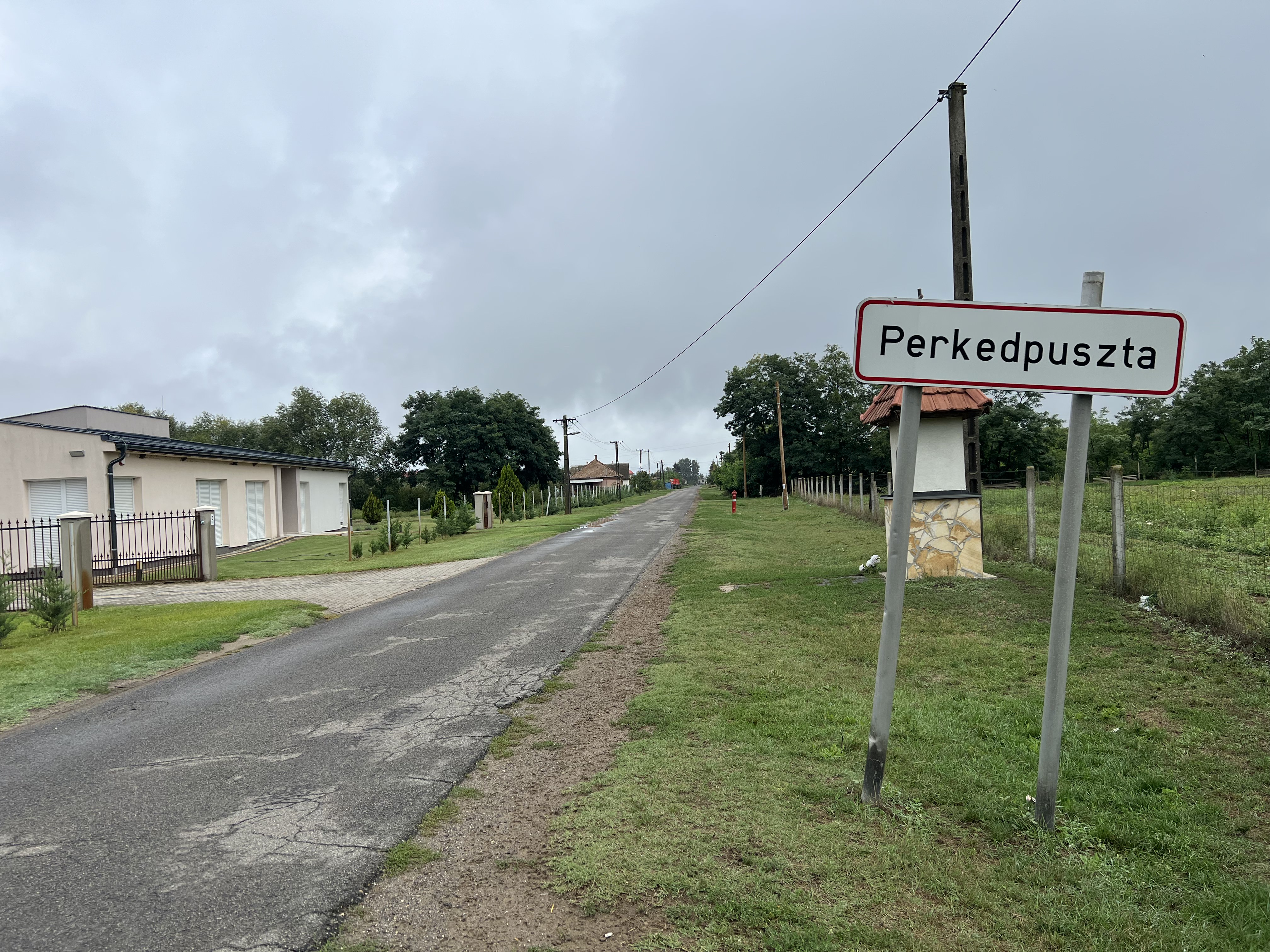
Lakott terület határát jelző KRESZ-tábla a lakotthely nevének feltüntetésével - magyar írás, Perkedpuszta

A magyar írás a magyar nyelvnek a Magyar Tudományos Akadémia által 1832 óta A magyar helyesírás szabályaiban hivatalosan is rögzített, a magyar ábécét használó írása. A magyar ábécé a legtöbb európai nyelv írásához hasonlóan a latin ábécé kiegészítésével keletkezett.
Első összefüggő szövegemléke a 12. század végéről való Halotti beszéd és könyörgés, de szórványosan ennél jóval régebbi emlékekben is előfordul, melyek közül a legfontosabb a Tihanyi alapítólevél 1055-ből. Korszakai az ómagyar írás 1832-ig, azután pedig a magyar írás. A korszakhatárt az Akadémia (akkori nevén a Magyar Tudós Társaság) által kiadott első helyesírási szabályzat jelöli ki. 

## Székely–magyar rovásírás

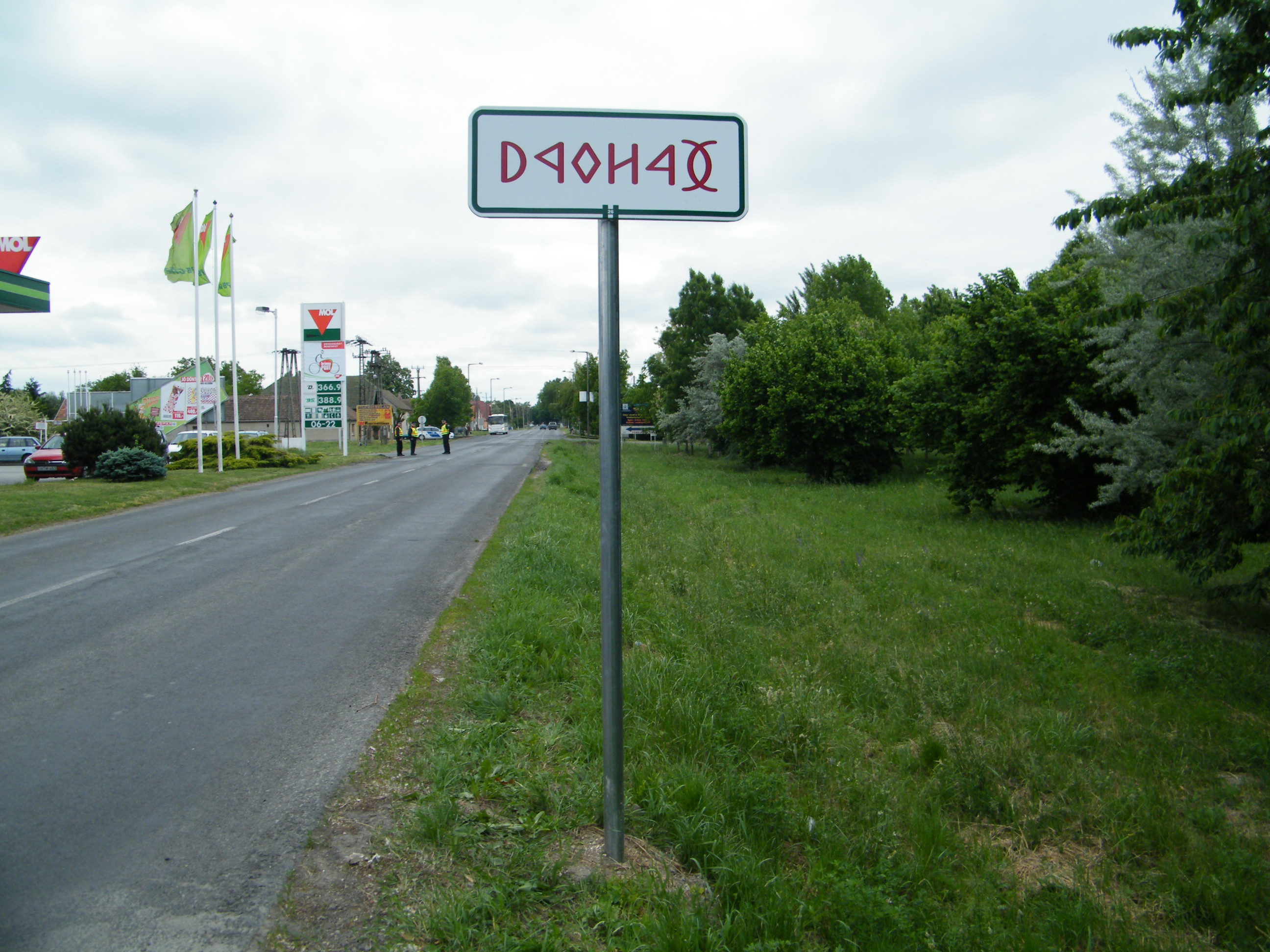
Rovásírásos üdvözlőtábla - székely–magyar rovásírás, Harkány

Az úgynevezett székely–magyar rovásírás a rovásíráscsalád tagja. A történelem folyamán a székelyek használták és őrizték meg. Kézai Simon 13. századi krónikájában szereplő első híradástól kezdve évszázadokon át feljegyezték, hogy a székelyeknek a latintól eltérő írásuk van. A középkortól kezdve időszakonként az értelmiség érdeklődéssel fordult feléje. Különösen nagy hatású volt Telegdi János Rudimenta c. tankönyve (1598), amely nem került ugyan kinyomtatásra, de kéziratban terjedt (jelenleg is több másolata ismert). A 16. századnál régebbi emlékei ritkák és vitatottak, a legrégibbnek jelenleg a 900. körül keletkezett Bodrog-Alsóbűi agyagfúvókát tekintik.
A 19. század utolsó harmadától kezdve egyre népszerűbb. Egyes csoportok alkalmilag - alternatív írásmódként - ma is használják egy formáját.

## Kárpát-medencei rovásírás
A kárpát-medencei rovásírás a rovásíráscsalád tagja. Első emléke a 8. század utolsó harmadából való és a 11. századig használták. Ezután feledésbe merült, csak a 20. század utolsó évtizedeiben sikerült Vékony Gábor régész-történésznek megfejtenie.
Valószínűleg az avarok (a 7. század végéig), majd biztosan az onogurok kárpát-medencei államában (8. század) hivatalos írás volt. Amikor a 8. század végén a Dunántúl nyugati részét elfoglalták a frankok, az ottani használata Vékony szerint átalakult a székely–magyar rovásírássá, a Kárpát-medence keleti részén azonban továbbra is használták. Ha a Nagyszentmiklósi kincs Ajtony vezérhez köthető (ez  vitatott), akkor utoljára talán Ajtony udvarában alkalmazták - valószínűleg a görög betűk mellett - hivatalos írásként.

## A magyar írások időrendi táblázata
| Század     | Nyelvtörténeti korszakok         | Magyar latinbetűs írás (Ómagyar írás 1832-ig, utána magyar írás)                  | Kárpát-medencei rovásírás | Székely–magyar rovásírás |
| ---------- | -------------------------------- | --------------------------------------------------------------------------------- | --- | --- |
| 7. század  | Ősmagyar kor (Kr.e. 1000-895)    | Nincs adat a létezésére.                                                          | Ozora-Tótipusztai ezüstedény (7. sz. utolsó harmada), Jánoshidai tűtartó (7. sz. utolsó harmada), Kiskőrös-Vágóhídi kehely (7. sz. utolsó harmada), Környei íjmarkolatlemez (7. sz. vége) | Nincs adat a létezésére. |
| 8. század  | Ősmagyar kor (Kr.e. 1000-895)    | Nincs adat a létezésére.                                                          | Kunágotai ezüstkorsó (8. század eleje), Szarvasi tűtartó (8. sz. második fele) | Nincs adat a létezésére. |
| 9. század  | Ősmagyar kor (Kr.e. 1000-895)    | Nincs adat a létezésére.                                                          | Nagyszentmiklósi aranykincs rovás feliratai 9. sz.-10. sz. | Bodrog-Alsóbűi agyagfúvóka (900. körül) |
| 10. század | Ómagyar kor (895–1526)           | Veszprémvölgyi apácák adománylevele (997–1018/1109) , Tihanyi alapítólevél (1055) | Nagyszentmiklósi aranykincs rovás feliratai 9. sz.-10. sz. | Bodrog-Alsóbűi agyagfúvóka (900. körül) |
| 11. század | Ómagyar kor (895–1526)           | Veszprémvölgyi apácák adománylevele (997–1018/1109) , Tihanyi alapítólevél (1055) | Torjai edénytöredék (11. sz.) | |
| 12. század | Ómagyar kor (895–1526)           | Halotti beszéd és könyörgés, Gesta Hungarorum (1196-1203)                         | Kihalt | Vargyasi rovásfelirat (12. sz.), Homoródkarácsonyfalva (12.-13. sz.) |
| 13. század | Ómagyar kor (895–1526)           | Ómagyar Mária-siralom, Gesta Hunnorum et Hungarorum (1282-1285)                   | Kihalt | Korond |
| 14. század | Ómagyar kor (895–1526)           | Nagyszámú könyv, stb.                                                             | Kihalt | Székelydálya, Berekeresztúr (14.-15. sz.) |
| 15. század | Ómagyar kor (895–1526)           | Nagyszámú könyv, stb.                                                             | Kihalt | Nikolsburgi ábécé, Székelyderzs, Gelence (1497), Kilyén 15.-16. sz.), Bolognai rovásnaptár (15. századi botnaptár 17. századi másolata) |
| 16. század | Középmagyar kor (1526-1772)      | Nagyszámú könyv, stb.                                                             | Kihalt | Csíkszentmiklós, Konstantinápolyi rovásfelirat, Dálnok, Bögöz, J. Telegdi: Rudimenta (1598, az első rovás tankönyv), Berekeresztúr |
| 17. század | Középmagyar kor (1526-1772)      | Nagyszámú könyv, stb.                                                             | Kihalt | Szamosközy István verse (1604), Bonyhai Moga Mihály (1627 & 1629), Komáromi Csipkés György rovássora(1653), a székely–magyar rovás É kifejlesztői: Miskolczi Csulyak István (1575-1645) & Miskolczi Csulyak Gáspár(1627-1699), Portsalmi ábécéje (1655), Énlakai rovásfelirat(1668), Kájoni János ferences szerzetes ábécéi és mondatai (1673) |
| 18. század | Középmagyar kor (1526-1772)      | Nagyszámú könyv, stb.                                                             | Kihalt | Bél Mátyás könyve (1718), Hensel térképe rovás ábécével (1730), Bod Péter rovássora (1739), Marosvásárhelyi kézirat(1753), Bod Péter rovásfelirata (1759 – 1769), K. G. levele (1770), Patakfalvi Biblia két oldalnyi rovásbejegyzése (1776-1785)                                                                                              |
| 19. század | Újmagyar kor (1772-1920)         | Nagyszámú könyv, stb.                                                             | Kihalt | Révai Miklós ábécéi és ligatúrái (1803), Miatyánk rovással Nagybányáról (1821. előtt), Kova Áron könyve (1873), Fischer K. A. rovás mondata (1889), Számrovásos botok (19. és 20. század) |
| 20. század | Újabb magyar kor (1920-napjaink) | Nagyszámú könyv, stb.                                                             | Kihalt | Nagyszámú szöveg, farovás, web oldal, stb. |
| 21. század | Újabb magyar kor (1920-napjaink) | Nagyszámú könyv, stb.                                                             | Újraélesztés (2009), rövid szövegek | Internet, köztéri feliratok, nagyszámú könyv, stb. |

## Mesterséges magyar írások

### Tibetűk
Gárdonyi Géza a 19. században alakította ki, egy titkosírás, amit csak a 20. században fejtettek meg. Elég sok szöveget hagyott ezzel az írással hátra. A titkosírásának megfejtői: Gilicze Gábor és Gyürk Ottó, 1969-ben. Mivel az ezzel írt szövegei egy dossziéban voltak, melynek címlapján a "Tibetian Grammar" szerepelt - joggal hihették a családtagok, hogy valami tibeti írás lehet benne, így ragadt rá a "tibetű" kifejezés, mely a Tibet és a betű szavak játékos összevonása.[forrás?]

### Magyar Braille írás
A vak emberek számára kifejlesztett írást a magyar felhasználók kiegészített jelsorral alkalmazzák.

### Gyorsrovás
Répai Attila fejlesztette ki a székely–magyar rovásírás alternatív írásmódjaként.

## Forrásmunkák
- Erdélyi István: Новая руническая надпись из Венгрии [New Rovas inscriptions from Hungary]. In  Эпиграпхика Востока. (oroszul)  1958.   55–56. o.
- Erdélyi István: Új magyarországi rovásfelirat. In  Archeológiai Értesítő. (magyarul)  1961.   279–280. o.
- É. Kiss Katalin – Kiefer Ferenc – Siptár Péter: Új magyar nyelvtan. (magyarul) Budapest: Osiris Kiadó. 2003.  ISBN 963-379-327-0
- Róna-Tas András: A honfoglaló magyar nép: Bevezetés a korai Magyar történelem ismeretébe. (magyarul) Budapest: Balassi Kiadó. 1996.  ISBN 963-506-106-4
- Róna-Tas, András: Hungarians and Europe in the Early Middle Ages: An Introduction to Early Hungarian History. (angolul) Budapest: CEU Press. 1999.  ISBN 9799639116480
- Vékony Gábor:  Késő népvándorláskori rovásfeliratok. (magyarul)  Életünk,  XXII. évf.  1. sz. (1985)   71–84. o.
- Vékony Gábor: Későnépvándorláskori rovásfeliratok a Kárpát-medencében. (magyarul) Szombathely; Budapest: Életünk szerkesztősége. 1987.  ISBN 978-963-025-132-7
- Gábor Vékony:  Spätvölkerwanderungszeitliche Kerbinschriften im Karpatenbecken. (németül)  Acta Acheologica Hungarica,  XXXIX. évf.   (1987)   211–256. o.
- Vékony Gábor: A székely rovásírás emlékei, kapcsolatai, története. Budapest: Nap Kiadó. 2004.

## Külső webes hivatkozások
- RöRÜ - Rövid Rovás Üzenet - Rováslevelező. www.rovas.hu (magyarul) (2005)  (Hozzáférés: 2018. október 21.) (HTML) arch
- Magyar írások a RovásPédián. wiki.rovas.info (angolul) (2013. január 25.)  (Hozzáférés: 2018. október 21.) (HTML) arch
- Dr. Kontur László:  Nostratic language. nostraticlanguage.info (angolul) (Hozzáférés: 2018. október 21.) (HTML)